# Hervé Bazin
Ne doit pas être confondu avec René Bazin ou André Bazin.
Pour les articles homonymes, voir Hervé Bazin et Bazin.
 (novembre 2024).
Hervé Bazin, de son nom de naissance Jean Pierre Marie Hervé-Bazin, né le 17 avril 1911 à Angers, où il meurt le 17 février 1996, est un écrivain et romancier français, connu en particulier pour ses romans autobiographiques (Vipère au poing, La Mort du petit cheval et Cri de la chouette).

## Biographie

### Famille
Hervé Bazin naît dans une famille aisée. Son père, Jacques Hervé-Bazin (1882-1944), est docteur en droit, avocat de profession, et enseigne durant plusieurs années à l'université catholique l'Aurore à Shanghaï (Chine). Sa mère, Paule Guilloteaux (1890-1960), est la fille de Jean Guilloteaux (1865-1949), député puis sénateur du Morbihan.
Sa grand-mère paternelle, Marie Bazin (1850-1919), auteure de plusieurs romans sous le pseudonyme de Jacques Bret, est la sœur du romancier et académicien français René Bazin (1853-1932). Il est donc cousin par alliance de Paul Claudel, celui-ci ayant épousé la fille d'une cousine germaine du père d'Hervé Bazin.

### Enfance et jeunesse
Il passe son enfance à Marans, près d'Angers, dans la propriété familiale, le château du Patys, avec ses deux frères, où il s'oppose à sa mère, autoritaire et sèche. Il fugue plusieurs fois pendant son adolescence et refuse de passer les examens à la faculté catholique de droit d'Angers qu'on lui a imposée.
À vingt ans, il rompt avec sa famille et part étudier à la faculté des lettres de la Sorbonne ; il emprunte la voiture de son père, a un accident, dont il sort amnésique, ce qui l'oblige à une longue hospitalisation.
Malgré les souvenirs douloureux de son enfance, il reste toute sa vie très attaché à sa région natale où il situe plusieurs de ses romans.
En parallèle à ses études, il exerce des petits métiers et écrit de la poésie, durant une quinzaine d'années, sans éclats.
Dans Clairvaux en guerre, D. Fey et L. Herbelot mentionnent la présence d'Hervé Bazin à la Maison centrale de Clairvaux en 1942, sous le numéro d'écrou 3624, sans qu'on connaisse les raisons de son incarcération, mais en précisant qu'il avait été condamné à deux ans de prison, le 16 octobre 1936, par la 15e chambre correctionnelle de Paris, « pour les nombreuses escroqueries aux mandats postaux » qu’il avait réalisées en 1935 et 1936. Il sera libéré le 25 juillet 1944.
En 1946, il crée la revue poétique La Coquille (huit parutions seulement). En 1947, il obtient le prix Apollinaire pour Jour, son premier recueil de poèmes, qui sera suivi d'À la poursuite d'Iris en 1948.
Sur le conseil de Paul Valéry, il se détourne de la poésie pour la prose.

### Vipère au poing
Les conflits avec sa mère durant son enfance lui inspirent son premier roman, Vipère au poing. Y est narrée la haine entre Folcoche, mère sèche et cruelle, constamment à la recherche de nouveaux moyens de brimade, et ses enfants. Le narrateur est Jean Rezeau, surnommé Brasse-Bouillon, et l'action se déroule dans les lieux mêmes de son enfance, le château du Patys, rebaptisé La Belle Angerie.

#### Nom d'auteur
Il adresse aux éditions Grasset son manuscrit de Vipère au poing sous son véritable nom, Jean Hervé-Bazin. Après son acceptation par Jean Blanzat, directeur littéraire, Bernard Grasset décide d'autorité que la publication du livre, en 1948, sous le nom d'Hervé Bazin suffirait.
Il décide aussi de rajeunir son nouveau poulain littéraire en le faisant naître en 1917, au lieu de 1911, pour donner l'impression qu'il s'agit d'un jeune auteur. En 1948, Bazin a déjà 37 ans.

### Carrière littéraire
Maurice Nadeau apprécie ces « Atrides en gilet de flanelle », selon l'expression d'Hervé Bazin. Le roman connaît un immense succès.
Il est suivi de nombreux autres qui décrivent, avec un certain naturalisme et un art consommé du portrait psychologique, les mœurs de son époque. Deux autres romans (La Mort du petit cheval et Cri de la chouette) auront comme héros les personnages déjà présents dans Vipère au poing.

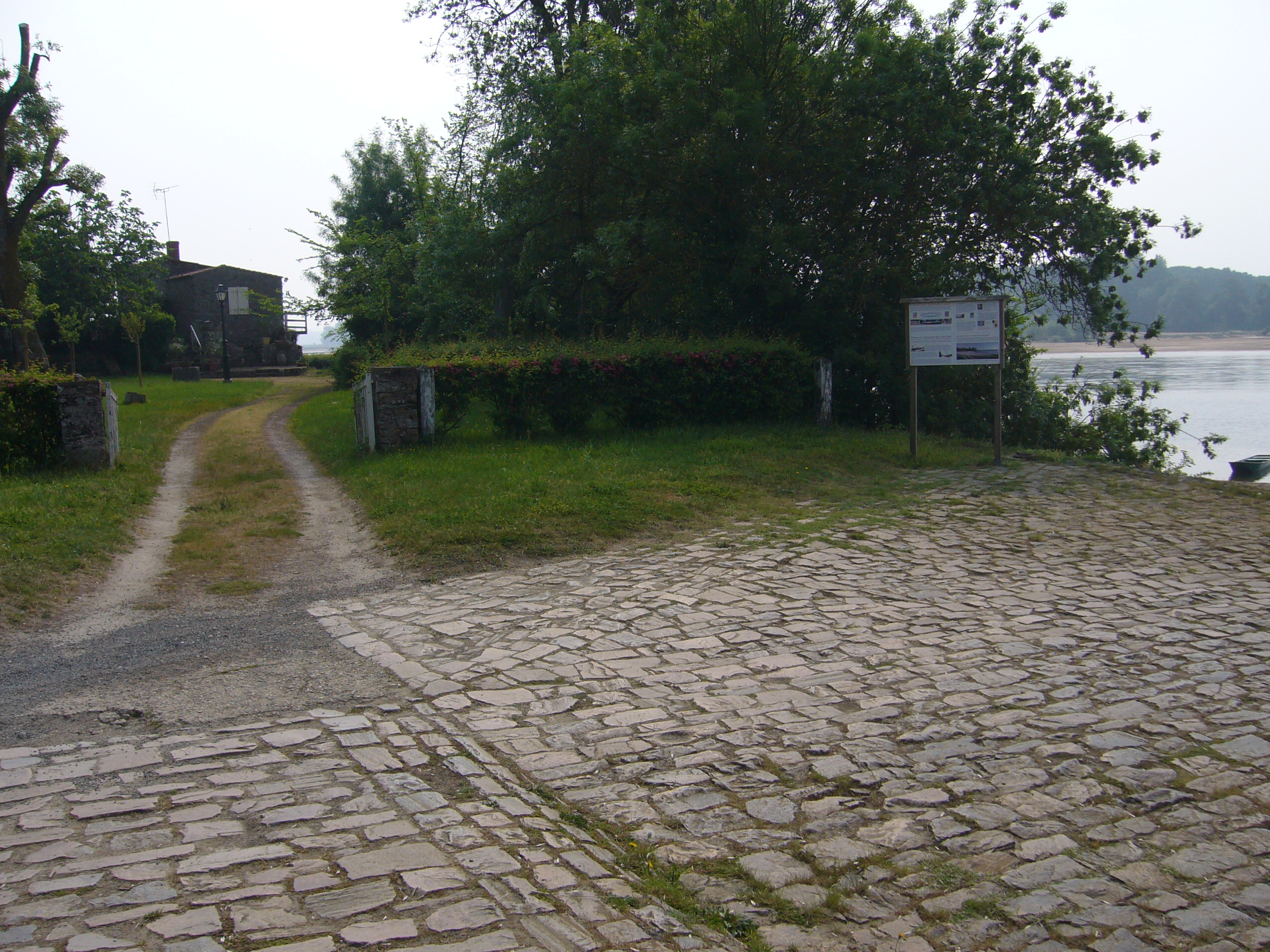
L'Emeronce au bord de la Loire.

En 1950, Bazin participe, avec d’autres écrivains comme Marcelle Auclair, Jacques Audiberti, Émile Danoën, Maurice Druon et André Maurois, au numéro de la revue La Nouvelle équipe française de Lucie Faure, intitulé « L’Amour est à réinventer ».
En 1954, il veut témoigner, à la suite de son expérience personnelle, de l'état déplorable des établissements psychiatriques (qui pour lui n'avaient pas changé depuis ses démêlés familiaux de 1940), et entreprend un tour de France de ces hôpitaux (entre autres l'hospice Pasteur à Poitiers), accompagné du photographe Jean-Philippe Charbonnier, enquête qui sera publiée dans la revue Réalités de janvier 1955.
En 1957, il obtient le grand prix de littérature de Monaco.

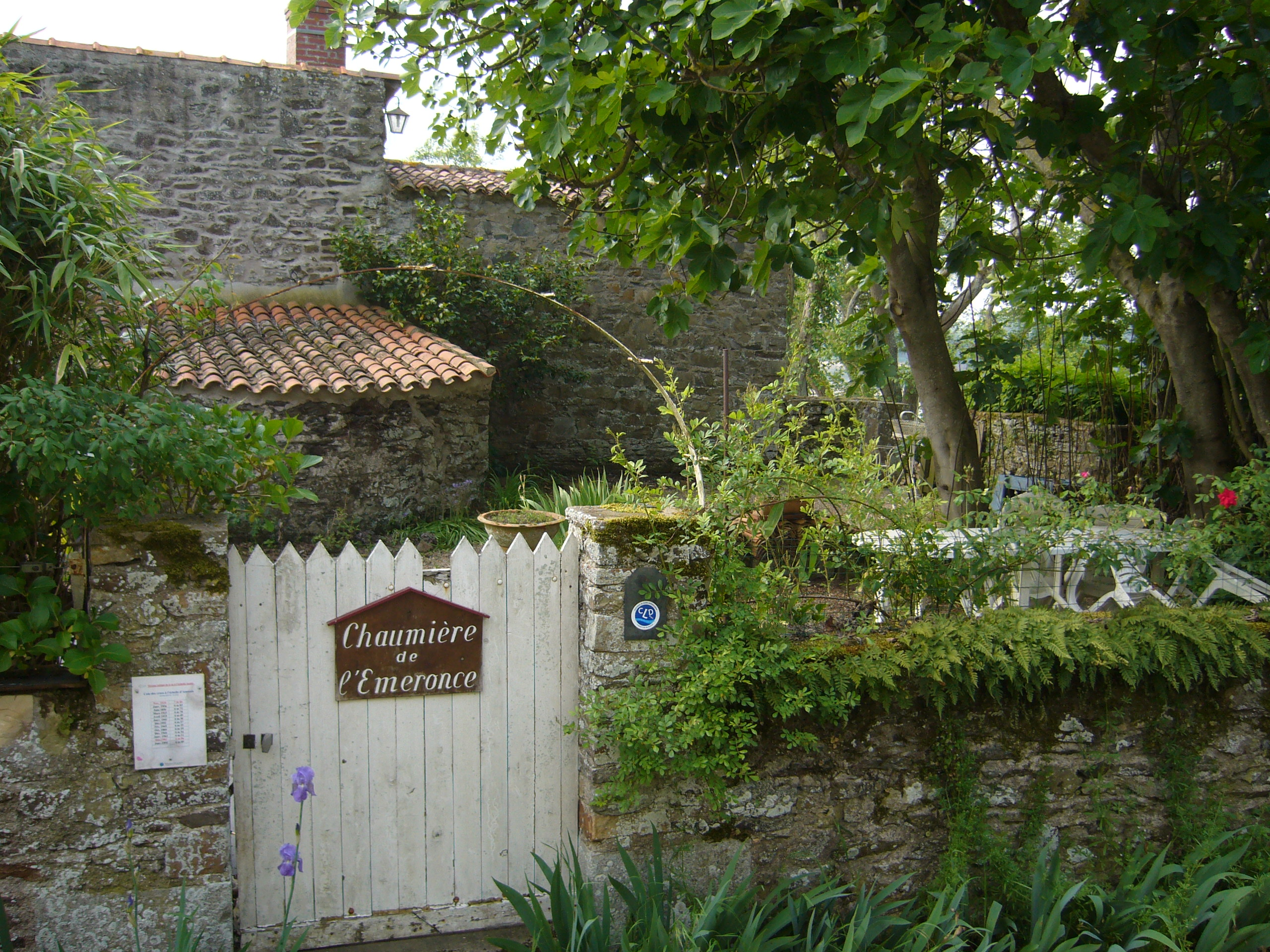
Entrée de la demeure de l'Emeronce.

De 1959 à 1960, Hervé Bazin réside à Anetz dans la maison de l'Emeronce avec une vue imprenable sur la Loire et la rive opposée située en Anjou. C'est en ce lieu qu'il écrira son roman Au nom du fils.
Il est élu membre de l'académie Goncourt en 1960, au couvert de Francis Carco. Il en deviendra président en 1973 et contribuera au développement du prix Goncourt des lycéens.
En 1970, il publie Les Bienheureux de La Désolation, récit racontant l'histoire vraie des 264 habitants de l'île Tristan da Cunha, nommée aussi « île de la Désolation », rapatriés en Angleterre à la suite de l'éruption du volcan en 1961. Le roman relate le choc des cultures qui attendait les habitants de Tristan à leur arrivée en Grande-Bretagne.
En 1983, Gallimard songe à faire publier ses œuvres dans la Bibliothèque de la Pléiade, un projet abandonné à la suite des critiques,.
En 1990, il obtient la médaille d'argent de Florian.

### Mort
Hervé Bazin meurt à Angers le 17 février 1996.

#### Thématiques
Hervé Bazin est considéré comme « un romancier de la famille », thème central de tous ses romans. Sa vision de la famille traditionnelle y est toutefois très négative et destructrice, conformément à ses idées personnelles.
Il a écrit également des nouvelles et des essais, comme Ce que je crois en 1977.

### Engagements politiques
Politiquement, il s'engage en 1949 dans le Mouvement de la paix, une organisation proche du Parti communiste qu'il rejoint pour s'opposer à sa famille qui appartient à la droite bourgeoise et conservatrice. Il soutient les époux Rosenberg durant leur procès.
Il obtint le prix Lénine pour la paix en 1980, ce qui fit dire plaisamment à Roger Peyrefitte : « Hervé Bazin avait deux prix qui faisaient pendant : le prix Lénine de la Paix et le prix de l'humour noir. »
En 1985, il signe avec Albert Jacquard, Suzanne Prou, et Léon Schwartzenberg un article affirmant que « l'arme nucléaire est une arme de suicide autant qu'une arme de menace. »

### Dernières années
De 1984 à 1992, il vit à Mont-Saint-Aignan. Il passe les dernières années de sa vie à Cunault sur les bords de la Loire. Il meurt le 17 février 1996 à Angers.
Conformément à son souhait, il est crématisé et ses cendres sont dispersées dans la Maine. Toutefois, une pierre tombale à son nom est visible au cimetière de Cunault.

### Unions et enfants
Jean Pierre Hervé-Bazin s'est marié quatre fois.
- En premières noces à Paris (5e arrondissement) le 3 février 1934 avec Odette Danigo (1914 - 2003), dont il divorce en 1948. De cette première union est issu :
  - Jacques (1934-1976), mort par suicide.
- En secondes noces à Paris (11e arrondissement) le 30 avril 1948, Jacqueline Dussollier (1920-2007), dont il divorce en 1967. De ce second mariage sont issus :
  - Jean-Paul (né en 1948),
  - Maryvonne (née en 1950),
  - Catherine (née en 1953),
  - Dominique (né en 1957).
- En troisièmes noces à Paris (13e arrondissement) le 9 mai 1967, Monique Serre (1933-2018), dont il divorce en 1987. De cette troisième union est issu :
  - Claude (né en 1970).
- En quatrièmes noces à Barneville-sur-Seine (Eure), le 8 août 1987 (il a 76 ans), Odile L'Hermitte (1950-2017) de trente-neuf ans sa cadette. En 1988, il publie Le Démon de minuit, roman dans lequel il défend l'amour intergénérationnel. De cette quatrième union est issu :
  - Nicolas (né en 1986, dans la soixante-quinzième année d'Hervé Bazin)[9].

### Décorations
- Grand-officier de la Légion d'honneur[10] le 31 décembre 1994 ; commandeur le 23 mai 1991

## Postérité

### Manuscrits
En 1995, lors d'un déménagement, Hervé Bazin dépose ses manuscrits et sa correspondance aux archives municipales de la ville de Nancy, déjà en possession du fonds des frères Goncourt, originaires de la ville.
Après sa mort, à la suite d'un imbroglio juridique, cinq de ses premiers enfants obtiennent, contre l'avis de sa dernière épouse et de son dernier fils, la vente de ce fonds à l'hôtel Drouot, le 29 octobre 2004. 
La bibliothèque universitaire d'Angers parvient à préempter la quasi-totalité de ce patrimoine, soit 22 manuscrits et près de 9 000 lettres ; seuls manquent celui de Vipère au poing, vendu par l'auteur dans les années 1960, et celui des Bienheureux de La Désolation, recueilli par son fils Dominique le jour de la vente.

### Château du Patys
Situé à Marans, dans le Maine-et-Loire, le château du Patys fut la demeure de jeunesse d'Hervé Bazin et de sa famille. Sa mère, qu'il dénomme « Folcoche » dans Vipère au poing, y mourut en 1960.
La propriété de 400 m2, avec un parc de 6 500 m2, a été achetée par un particulier en 2017. Après des travaux de restauration intégrant des aménagements avec du mobilier d'époque ainsi qu'une collection d’objets liés à l'auteur, le domaine a été ouvert au public six mois par an. Pour son propriétaire, ce musée a pour objectif de faire vivre « l’atmosphère surannée dans laquelle a grandi Hervé Bazin. »
Le château est en vente depuis 2023.

## Adaptations audio-visuelles
- Vipère au poing a connu deux adaptations : un film de télévision, réalisé par Pierre Cardinal en 1970, avec Alice Sapritch et un film de cinéma en 2004 avec Catherine Frot et Jacques Villeret, réalisé par Philippe de Broca[13].
- La Tête contre les murs a connu une adaptation cinématographique, en 1959, réalisée par Georges Franju, avec Pierre Brasseur, Paul Meurisse, Anouk Aimée, Charles Aznavour, Jean-Pierre Mocky (également coadaptateur avec le réalisateur et Jean-Charles Pichon, auteur des dialogues), musique de Maurice Jarre.

## Hervé Bazin et Vioménil (Vosges)

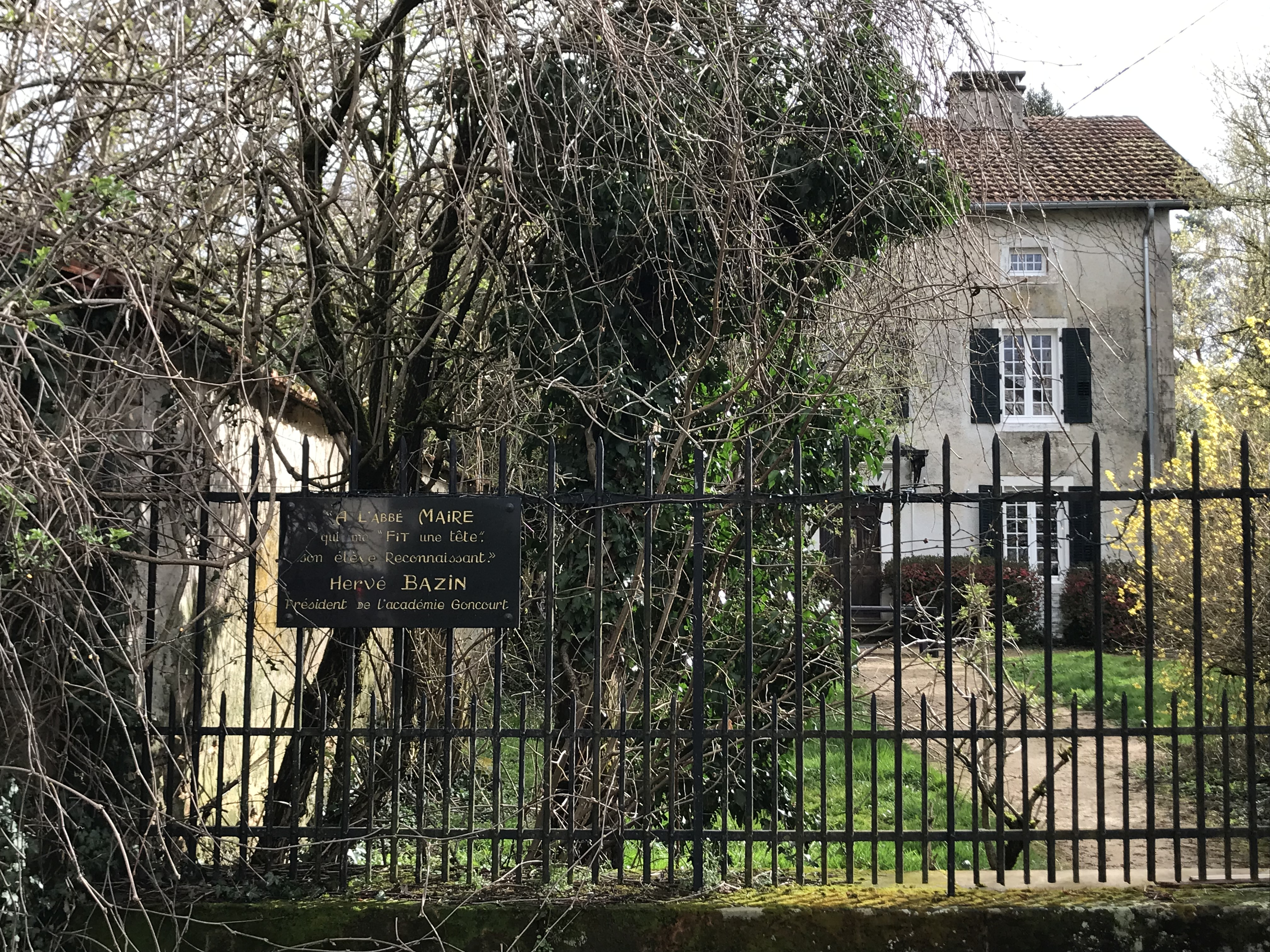
Maison de l'abbé Maire à Vioménil où vécut Hervé Bazin.

En 1923, après le retour de ses parents de Chine, le jeune Jean Hervé-Bazin est exclu de plusieurs établissements scolaires. Son père décide alors de l'envoyer en punition auprès de l'abbé Maire qui s'est retiré dans son village natal de Vioménil. L'abbé Félix Maire avait été le précepteur de Jacques Hervé-Bazin de 1890 à 1895.
Les débuts sont difficiles pour le jeune Hervé, qui a alors 12 ans, puis les relations avec l'abbé s'améliorent, au point que le séjour à Vioménil restera pour l'auteur un moment important dans sa vie et l'abbé Maire l'un des trois hommes qui ont le plus compté dans sa vie d'écrivain (avec son éditeur Bernard Grasset et le poète Paul Valéry).
Hervé Bazin reviendra à Vioménil en 1982, répondant à l'invitation du maire de l'époque, Jacques Poirot, et de son frère André, professeur à Darney. Le 3 octobre 1982, il accepte le titre de citoyen d'honneur de la commune et dévoile deux plaques en reconnaissance à son précepteur ; la place devant la maison où il a vécu porte désormais son nom.

## Orthographe et ponctuation
Dans son essai de 1966 Plumons l'oiseau, Bazin propose une orthographe presque phonémique pour la langue française, qu'il appelle « l'ortografiǝ lojikǝ ». Il attribue cette orthographe à son ami (fictif) Alexis Patagos.
| Lettre | Nom                         | Nom (API)                     | Remarque                                            |
| ------ | --------------------------- | ----------------------------- | --------------------------------------------------- |
| a      | a (wvèr)                    | /a~ɑ/ (/u.vèʁ/)               |                                                     |
| (á)    | a fèrmé                     | /a~ɑ/ /fɛʁ.me/                | optionnel                                           |
| e      | e                           | /ə/                           |                                                     |
| é      | é                           | /e/                           |                                                     |
| è      | è                           | /ɛ/                           |                                                     |
| œ      | œ (wvèr)                    | /œ~ø/ (/u.vèʁ/)               |                                                     |
| (œ́)    | œ fèrmé                     | /œ~ø/ /fɛʁ.me/                | optionnel                                           |
| o      | ɔ (wvèr)                    | /ɔ/ (/u.vèʁ/)                 |                                                     |
| ó      | ó (fèrmé)                   | /o/ (/fɛʁ.me/)                | obligatoire                                         |
| i      | i                           | /i/                           |                                                     |
| u      | u                           | /y/                           |                                                     |
| w      | w                           | /u/                           | la voyelle ou                                       |
| ã      | ã                           | /ɑ̃/                           |                                                     |
| ẽ      | ẽ                           | /ɛ̃/                           |                                                     |
| õ      | õ                           | /ɔ̃/                           |                                                     |
| œ̃      | œ̃                           | /œ̃/                           |                                                     |
| b      | bé                          | /be/                          |                                                     |
| k      | ké                          | /ke/                          |                                                     |
| d      | dé                          | /de/                          |                                                     |
| f      | fé                          | /fe/                          |                                                     |
| g      | gé                          | /ge/                          | toujours dur                                        |
| h      | hé                          | /ʃe/                          | ch doux                                             |
| j      | jé                          | /ʒe/                          |                                                     |
| l      | lé                          | /le/                          |                                                     |
| m      | mé                          | /me/                          |                                                     |
| n      | né                          | /ne/                          |                                                     |
| ñ      | ñé                          | /ɲ/, /ŋ/                      |                                                     |
| p      | pé                          | /pe/                          |                                                     |
| r      | ré                          | /ʁe/                          |                                                     |
| s      | sé                          | /se/                          | jamais exprimé                                      |
| t      | té                          | /te/                          |                                                     |
| v      | vé                          | /ve/                          |                                                     |
| z      | zé                          | /ze/                          |                                                     |
| y      | yé                          | /je/                          |                                                     |
| u͐      | u͐e                          | /ɥe/                          |                                                     |
| w͐      | w͐e                          | /we/                          |                                                     |
| ɔ      | le siñə dur                 | /lə siɲ dyʁ/                  | /h/ si nécessaire                                   |
| ə      | le siñə mw                  | /lə siɲ mu/                   | /e/, où parfois muette                              |
| ×      | le siñə du pluryèl ɛ̃sonor   | /lə siɲ dy ply.ʁjɛl ɛ̃.sɔ.nɔʁ/ | pluriel parfois muet (par exemple, femmes → ⟨fam×⟩) |
| ◌̇      | le point de différenciation |                               | (par exemple, ça → ⟨ṡa⟩, mais sa → ⟨sa⟩)            |
Il a également proposé six nouveaux « points d'intonation », :
Exemple :
| Orthographe standard | Ortografiǝ lojikǝ |
| --- | --- |
| J’aime, dit l’amant, Je parle, dit le député, J’enseigne, dit le professeur, Je règne, dit le roi, Je crois, dit le moine, Je pense, dit le philosophe, Je trouve, dit le savant... | J’èmǝ di l’amã, Je parlǝ, di le député, J’ãsèñǝ, di le profèsœr, Je rèñǝ di le rw͐a, Je krw͐a di le mw͐anǝ, Je pãsǝ, di le filozofǝ, Je trwvǝ, di le savã... |

## Œuvre

### Littérature

#### Poésie
- Jour, 1947
- À la poursuite d'Iris, 1948
- Humeurs, aux éditions Bernard Grasset, 1953
- Réédition de Jour suivi de À la poursuite d'Iris, aux éditions du Seuil, 1971
- Traits, aphorismes et poèmes, 1976
- Œuvre poétique, 1992

#### Romans
- Vipère au poing, aux éditions Bernard Grasset, 1948 (roman autobiographique)
- La Tête contre les murs, publié aux éditions Bernard Grasset en 1949 (écrit d'août 1948 à février 1949)
- La Mort du petit cheval, publié aux éditions Bernard Grasset en 1950. Roman autobiographique, suite de Vipère au poing, écrit de décembre 1949 à août 1950,
- Lève-toi et marche, publié aux éditions Bernard Grasset en 1952 (roman écrit en 1951).
- Contre vents et marées, 1953
- L'Huile sur le feu, publié aux éditions Bernard Grasset en 1954 (roman écrit d'octobre 1953 à février 1954).
- Qui j'ose aimer, publié aux éditions Bernard Grasset en 1956 (roman écrit de novembre 1955 à octobre 1956) ; rééd. aux éditions Rombaldi en 1966 avec des illustrations originales de Viko.
- Au nom du fils, publié aux éditions du Seuil en 1960 (écrit d'avril 1959 à septembre 1960)
- Le Matrimoine, publié aux éditions du Seuil en 1967 (roman écrit en 1966)
- Les Bienheureux de La Désolation, publié aux éditions du Seuil en 1970. Un roman construit sur une enquête britannique concernant l'évacuation des habitants de l'île Tristan da Cunha à la suite de l'éruption volcanique de 1961 et dévoilant leur malaise croissant, au sein de la société de consommation britannique, où l'on tente de les intégrer, et leur volonté inébranlable de retourner vivre sur leur île solitaire, l'un des lieux les plus hostiles de la planète pour les tenants du confort moderne.
- Cri de la chouette, publié aux éditions Bernard Grasset en 1972. Roman autobiographique écrit en 1971,, suite de Vipère au poing et de La Mort du petit cheval, adapté à la télévision en 1986
- Madame Ex, écrit en 1974, publié aux éditions du Seuil en 1975 .
- Un feu dévore un autre feu, 1978. Le titre est emprunté à Roméo et Juliette. Une histoire d'amour tragique dans un pays d'Amérique latine non nommé où une junte militaire renverse le gouvernement socialiste en place[19].
- L'Église verte, 1981
- Le Démon de minuit, 1988
- L'École des pères, 1991
- Le Neuvième Jour, 1994. Le titre fait référence à une fable suivant la création et la chute. Récit sur la course au vaccin face à la « surgrippe », un virus pandémique meurtrier[20],[21].

#### Nouvelles
- Le Bureau des mariages, aux éditions Bernard Grasset, 1951
- Chapeau bas, Seuil, 1963 ; contient Chapeau bas, Bouc émissaire, La Hotte, M. le conseiller du cœur, Souvenirs d'un amnésique, Mansarde à louer, La Clope
- Le Grand Méchant Doux, 1992

#### Ouvrage pour la Jeunesse
- Qui est le prince ?, roman, 1981

### Essais ou entretiens, journal ou enquête
- La Fin des asiles, enquête, aux éditions Bernard Grasset en 1959.
- Plumons l'oiseau : divertissement, essai, aux éditions Bernard Grasset en 1966
- Ce que je crois, 1977
- Abécédaire, journal autobiographique sous forme d'un abécédaire, 1984
- Hervé Bazin : entretiens avec Jean-Claude Lamy, 1992

### Collectif
- Hervé Bazin, Marc Beigbeder, Jean-Marie Domenach, Francis Jeanson, Michel Leiris, Jacques Madaule, Marcel Mer, Jean Painlevé, Roger Pinto, Jacques Prévert, Roland de Pury, J.H. Roy, Vercors et Louis de Villefosse (préf. Jean-Paul Sartre), L'Affaire Henri Martin, Paris, Gallimard, coll. « NRF / Hors série Connaissance », 29 octobre 1953, 296 p. (ISBN 2-07-024836-4)[22]